# Tramm (Dannenberg)
Tramm ist ein in die Stadt Dannenberg (Elbe) eingemeindetes Dorf im niedersächsischen Landkreis Lüchow-Dannenberg. Es liegt an der Bundesstraße 248, ca. 2,5 km südwestlich der Kernstadt Dannenberg. Südwestlich des Ortes liegt Neu Tramm mit einer ehemaligen Kasernenanlage.
Naturräumlich befindet sich Tramm auf der Grenze zwischen der Geestanhöhe des Drawehn im Westen und der Lüchower Niederterrasse mit der Jeetzelniederung im Osten.

## Bebauung
Während der alte Rundlings-Siedlungskern nach Osten bis in die Jeetzelniederung reicht, entstanden westlich der Bundesstraße in Hanglage auf der Drawehn-Moräne größere moderne Ortserweiterungen. Der alte Rundling wurde von zahlreichen Bränden heimgesucht; der schlimmste vernichtete am 28. Juni 1821 sechs von damals sieben Höfen. Die anschließend wiederaufgebauten Hallenhäuser verweisen in ihrer Balkeninschrift daher alle auf das Entstehungsjahr 1821. Die traditionelle Siedlungsform wurde beim Wiederaufbau aufgegriffen, ebenso die firstradiale Anordnung der Hauptgebäude. Durch spätere Bautätigkeit hat sich die Rundlingsstruktur inzwischen verunklärt.

## Sonstiges
Am südlichen Dorfrand liegt das Sand- und Kieswerk Tramm. Anlässlich ungewöhnlich heftiger Sommerhochwässer an der Elbe im August 2002 sowie im Juni 2013 (Hochwasser in Mitteleuropa 2013#Niedersachsen) wurde es überregional bekannt, als in der Kiesgrube tausende freiwillige Helfer auch aus anderen Regionen Deutschlands Sandsäcke für die Deichverteidigung befüllten.